# Донкин, Уилл
Уилл Донкин (англ. Will Donkin, кит. 沈子貴; 26 декабря 2000, Оксфорд, Великобритания) — тайваньский футболист, полузащитник мальтийского клуба «Моста» и сборной Тайваня.

## Биография
Родился 26 декабря 2000 года в Оксфорде. Его отец был англичанином, а мать из Тайваня. Учился в школе Итонского колледжа, где выступал за школьную команду по футболу.

### Клубная карьера
В возрасте 9 лет Уилла Донкина пригласили в академию «Барнета». В 11 лет перешёл в академию лондонского «Челси», где занимался около 5 лет. В марте 2017 года подписал контракт с «Кристал Пэлас».

### Карьера в сборной
14 ноября 2017 года дебютировал за сборную Тайваня в матче отборчного турнира Кубка Азии 2019 против сборной Туркменистана, в котором вышел на замену на 85-й минуте. Примечательно, что в этом матче за сборную Тайваня дебютировал и другой уроженец Великобритании Тим Чоу.